# Суишър (окръг, Тексас)
Окръг Суишър (на английски: Swisher County) е окръг в щата Тексас, Съединени американски щати. Площта му е 2334 km², а населението - 8378 души (2000). Административен център е град Тулия.